# Kłodzino (powiat pyrzycki)
Kłodzino (niem. Kloxin) – wieś w Polsce położona w województwie zachodniopomorskim, w powiecie pyrzyckim, w gminie Przelewice.
W latach 1975–1998 miejscowość należała administracyjnie do województwa szczecińskiego.

## Zabytki
- Granitowy kościół romański z XIII wieku z niesymetrycznie przebitymi portalami i dobudowaną w późniejszym czasie gotycką wieżą z ok. XV w. o kamienno-ceglanym korpusie, wyższym od kalenicy nawy świątyni, wspartym od zachodu szeroką szkarpą. Pierwotnie szkarpa stanowiła przejazd, ale północną arkadę zamurowano. Wieżę podwyższa drewniana nadbudowa z hełmem ostrosłupowym.
- Ruiny piętrowego, neobarokowego pałacu z przełomu XIX i XX w.[4]